# Pimelea eremitica
Pimelea eremitica är en tibastväxtart som beskrevs av Colin James Burrows. Pimelea eremitica ingår i släktet Pimelea och familjen tibastväxter. Inga underarter finns listade i Catalogue of Life.